# UFC on ESPN: Kattar vs. Ige
UFC on ESPN: Kattar vs. Ige（ユーエフシー・オン・イーエスピーエヌ：ケイター・バーサス・イゲ、別名UFC on ESPN 13）は、アメリカ合衆国の総合格闘技団体「UFC」の大会の一つ。2020年7月16日、アブダビ・ヤス島のファイトアイランド内フラッシュ・フォーラムで開催された。

## 大会概要
本大会ではカルヴィン・ケイターとダン・イゲのフェザー級戦が組まれた。

## 試合結果

### プレリミナリーカード
第1試合 バンタム級 5分3R
○  ジャック・ショア vs.  アーロン・フィリップス ×
2R 2:29 リアネイキドチョーク
第2試合 女子フライ級 5分3R
○  リアナ・ジョジュア vs.  ディアナ・ベルビタ ×
1R 2:43 腕ひしぎ十字固め
第3試合 149ポンド契約 5分3R
○  ジャレッド・ゴードン vs.  クリス・フィッシュゴールド ×
3R終了 判定3-0（30-26、30-26、30-26）
※フィッシュゴールドの体重超過によりフェザー級から変更。
第4試合 ライトヘビー級 5分3R
○  モデスタス・ブカウスカス vs.  アンドレアス・ミカイリディス ×
1R 5:00 TKO（肘打ち）
第5試合 フェザー級 5分3R
○  リローン・マーフィー vs.  リカルド・ラモス ×
1R 4:18 TKO（パウンド）
第6試合 ミドル級 5分3R
○  カムザット・チマエフ vs.  ジョン・フィリップス ×
2R 1:12 ダースチョーク

### メインカード
第7試合 174ポンド契約 5分3R
○  ムニール・ラジズ vs.  アブドゥル・ラザク・アルハッサン ×
3R終了 判定3-0（30-27、30-27、29–28）
※アルハッサンの体重超過によりウェルター級から変更。
第8試合 女子フライ級 5分3R
○  タイラ・サントス vs.  モリー・マッキャン ×
3R終了 判定3-0（30-27、30-27、30-26）
第9試合 フェザー級 5分3R
○  ジミー・リベラ vs.  コーディー・スタマン ×
3R終了 判定3-0（30-27、30-27、29–28）
第10試合 フライ級 5分3R
○  ティム・エリオット vs.  ライアン・ベノワ ×
3R終了 判定3-0（29–28、29–28、29–28）
第11試合 フェザー級 5分5R
○  カルヴィン・ケイター vs.  ダン・イゲ ×
5R終了 判定3-0（49–46、49–46、48–47）

### 各賞
ファイト・オブ・ザ・ナイト： ムニール・ラジズ vs. アブドゥル・ラザク・アルハッサン
パフォーマンス・オブ・ザ・ナイト：カムザット・チマエフ、リローン・マーフィー、モデスタス・ブカウスカス
各選手にはボーナスとして5万ドルが授与された。（＊アブドゥル・ラザク・アルハッサンは体重超過でファイトボーナスの権利剥奪）

### カード変更
負傷などによるカードの変更は以下の通り。